# Camilla (opera)
Camilla, ossia Il sotterraneo è un'opera in tre atti di Ferdinando Paër su libretto di Giuseppe Carpani. La prima rappresentazione ebbe luogo il 28 (o il 23) febbraio 1799 al Teatro di Porta Carinzia di Vienna. Tra gli interpreti vi era la moglie del compositore, il soprano Francesca Riccardi, nel ruolo del titolo.
Camilla, come (Leonora e I fuorusciti di Firenze, dello stesso autore), si può annoverare tra i titoli del genere pièce à sauvetage (rescue opera in inglese, Rettungsoper in tedesco), molto in voga soprattutto in Francia e Germania tra la fine del 1700 e l'inizio del 1800, in cui si rappresentava il salvataggio del protagonista da un grave pericolo, che avevano generalmente un finale lieto e di cui un celebre esempio fu il Fidelio di Beethoven. Camilla, «la più sconvolgente delle opere semiserie di Paër, con grottesche sovrapposizioni di elementi seri e comici», ebbe un buon successo nella prima metà del 1800.
Il 5 novembre 1804 avviene la prima nella Salle Louvois del Théâtre-Italien di Parigi.
Il 26 luglio 1825 avviene la prima nel Teatro La Fenice di Venezia con Giovanni Battista Rubini.

## Trama
Alcuni anni prima dello svolgimento dell'opera, Loredano ha salvato Camilla da una banda di ladri, poi, invaghitosi di lei, ha tentato di rapirla, ignorando che fosse la sposa segreta dello zio, il duca Uberto. In seguito a quell'episodio, il gelosissimo Uberto si è convinto che Camilla le sia stata infedele, e da anni la tiene segregata nel sotterraneo di un castello, poiché la donna rifiuta di rivelare il nome del presunto seduttore.
Loredano e il servitore Cola giungono casualmente nel castello dove si trova la prigione di Camilla, senza sapere che esso è di proprietà del duca. Uberto, servendosi del loro figlio Adolfo, fa un ultimo inutile tentativo per indurre Camilla a parlare, poi rinchiude anche Adolfo nel sotterraneo. La vicenda giunge all'epilogo quando arriva un ufficiale che accusa Uberto di avere ucciso Camilla e Adolfo. Quando Camilla viene liberata tutti cercano di addossarsi la colpa della sua prigionia. Uberto comprende che la moglie non poteva rivelare il nome di Loredano per non metterlo in pericolo, mentre Loredano solo ora apprende che Camilla era la sposa dello zio. L'opera termina nella concordia generale.
Le scene serie si alternano agli interventi dei personaggi buffi, Cola, Gennaro e Ghitta.